# КБ-100
КБ-100 (альтернативное обозначение модификаций КБ-307, КБ-303, КБ-302, КБ-301) — модельный ряд самоходных башенных кранов с грузовым моментом 100 т•м на рельсовом полотне, с поворотной башней и подъёмной (наклонной) стрелой.
Краны грузоподъёмностью 5 тонн предназначены для возведения жилых, промышленных, административных зданий и сооружений высотой от пяти до 9 этажей. Краны данного семейства изготавливаются в двух вариантах: с башнями (и стрелами) решётчатой и трубчатой конструкции.

## Описание
В 1964 году Ржевский краностроительный завод осваивает выпуск крана для пятиэтажного строительства КБ-100, обладающего грузоподъёмностью 5 тонн. В следующем году заводы в городах Урюпинске и Рустави (Грузинская ССР) начали производить модификацию КБ-100.1, обладающую такими же характеристиками. Однако модель отличалась конструктивно — вместо решётчатой кран имел трубчатую металлоконструкцию.
Через два года, в 1967 году, руставские краностроители на базе серийного крана КБ-100.1 наладили выпуск ещё одной модификации — КБк-100.1. Кран, разработанный ЦКБ «Строймаш» (Ленинград), имел с серийным краном унифицированные узлы и механизмы, а также отличался конструкцией рабочей стрелы — в новой модели была применена балочная стрела (решётчатой конструкции). Кроме того, благодаря секционности стрелы имелась возможность дооснастить её одной промежуточной секцией, что увеличивало её вылет с 20 метров до 25 м.
В дальнейшем, Мончегорским механическим заводом освоен выпуск модели КБ-100.2 с секционной башней телескопической конструкции. Кроме того, на Руставском краностроительном заводе было налажено производство крана КБ-100.3 грузоподъёмностью 8 тонн, предназначенного для 9-этажного строительства. Помимо этого, Ухтинским механическим заводом выпускались и производятся до сих пор модификации крана, предназначенные для использования в условиях Крайнего Севера — при температуре окружающей среды до −60 °C и скорости ветра до 20 м/сек. В настоящее время УМЗ производит модификации под индексами КБ-309. Также Мончегорским заводом выпускаются краны под индексом CK-3861 — как стреловые, так и краны для возведения нулевых циклов.

## Модификации
Выпускались модели с подъёмной стрелой следующих видов (по конструкции башни и стрелы):

### Решётчатой конструкции
- КБ-100 — базовые краны модельного ряда «сотой серии». Обладают грузоподъёмностью 5 т и предназначены для строительства жилых и гражданских зданий высотой до 5 этажей. Могут работать при температуре от +40 °C до −40 °C. На высоте 20 метров допустимая скорость ветра составляет от 16 м/с до 27 м/с (соответственно для рабочего и нерабочего состояний)[4].

Выпускались следующие модификации базовой модели:
- КБ-100.0 (другое обозначение — КБ-307[3]). От базового отличается многомоторным электроприводом с унифицированными механизмами[4].
- КБ-100.0А (другое обозначение — КБ-307А[3]). Основные отличия: улучшенные основные механизмы (передвижения и поворота); кабина управления с более высокими показателями эргономичности; полуавтоматические рельсовые захваты[4].
- КБ-100.0АС. В отличие от базового крана, предназначен для работы в зонах с холодным климатом (до −60 °C), в ветровых районах от I до VI. Кроме того, кран может быть установлен в VII ветровом районе (при наличии препятствий высотой более 10 метров). Основные конструктивные отличия: кабина управления (навесная) оснащена системами вентиляции, отоплением (при помощи панелей типа «Слотерм»), солнцезащитным козырьком, стеклоочистителями, специальным подрессоренным сидением, а также другими удобствами. Как и КБ-100.0А, кран оснащён полуавтоматическими рельсовыми захватами. Электрооборудование и кабели крана — морозостойкие, а двигатели выполнены в специальном исполнении ХЛ (зоны с холодным климатом)[4].

1. КБ-100.0АС-1. Специальная модификация крана КБ-100.0АС. Помимо имеющихся улучшений КБ-100.0АС, оснащается стрелой, позволяющей при помощи дополнительной промежуточной секции увеличить вылет до 25 м. Также в кране устанавливается датчик угла наклона стрелы[4].

- КБ-100.0М[1].

### Телескопической конструкции
- КБ-100.1 (другое обозначение — КБ-302[3]) — кран грузоподъёмностью 5 т, предназначенный для строительства зданий высотой до 33 м в районах с сильными ветрами. Башня крана и рабочая стрела (двухсекционная) — телескопические. Поворотная платформа и ходовая рама кранов выполнены в виде кольца[4].

1. КБк-100.1 (второе обозначение — КБ-303[5]). Грузоподъёмность — от 3,5 до 5 тонн[2]. Основное предназначение — строительство жилых и гражданских зданий в районах с сильными ветрами[4]. Краны также применяются в мостостроительстве[5]. Модель оснащена балочной стрелой (трёхгранной решётчатой конструкции) с грузовой тележкой. Конструкция рабочей стрелы предусматривает установку промежуточной секции — в таком случае вылет стрелы увеличивается до 25 метров. Стрела может быть установлена как горизонтально, так и под углом. При работе под углом до 12 ° 30 ′ тележка может свободно передвигаться вдоль стрелы[5], а если угол превышает эту величину — закрепляется неподвижно специальным устройством фиксации, расположенным в головной секции[2].

- КБ-100.2 (альтернативное обозначение — КБ-301) — модель грузоподъёмностью 5 тонн, предназначенная для строительства зданий высотой до 9 этажей. Отличается конструкцией башни, выполненной из двух труб-секций (внутренней и внешней разного диаметра), которые выдвигаются при монтаже крана с помощью монтажного полиспаста[1], а также наличием на ходовой раме дополнительного балласта общей массой 5 тонн[3].
- КБ-100.3[3] — дальнейшая модернизация КБ-100.1, предназначенная для сооружения жилых, административных и промышленных зданий высотой от 5 до 9 этажей. Кран был оснащён наклонной стрелой решётчатой конструкции, имел грузоподъёмность 8 т. Модель имела модификации[6]

1. КБ-100.3А, которая выпускалась в двух сборках: КБ-100.3А-1 и КБ-100.3А-2. Данные исполнения отличались высотой башни. Первая, основная, сборка (А-1) имела дополнительную трубчатую секцию башни, что позволяло возводить здания высотой до девяти этажей. Во втором же исполнении (А-2) такая секция отсутствовала — краны этой сборки имели укороченную башню и были предназначены для сооружения зданий высотой до 5 этажей[6].
2. КБ-100.3Б[3] — дальнейшая модификация, имеющая грузоподъёмность 8 т. Отличительная особенность — наличие оголовка решётчатой конструкции, а также составная башня, которая подращивается через портал (также решётчатой конструкции)[6].

- Наряду с выпуском указанных выше кранов, производились:

1. Стреловая модификация модели КБ-100.1 с индексом КС (модель КС-100), предназначенная для возведения нулевых циклов зданий. Отличается тем, что в таком кране отсутствует башня[7].
2. Под индексом КП ленинградским ЦКБ «Строймаш» был разработан, а заводом в Рустави выпускался кран-погрузчик (КП-100.1), предназначенный для работы на площадках станций, складах, базах и пр. Грузоподъёмность погрузчика составляла от 5 т до 10 т[8]. Краны этой модификации оснащены порталом для пропуска железнодорожных составов. Конструкция рабочей стрелы и поворотной платформы почти полностью аналогична модели КБ-100.1[9].

## Конструкция

### Башня
Башня — решётчатая, из уголков. Сечение башни: 1,4 м•1,4 м. В верхней части, сбоку, размещена выносная кабина машиниста (унифицированного типа). Для подъёма в неё используется лестница, которая установлена внутри конструкции башни. Башня крана в рабочем (вертикальном) положении фиксируется на высоте 3,4 м с помощью рабочих подкосов телескопической конструкции, которые связаны со специальной двуногой стойкой.
Стойка (на двух ногах), размещённая на платформе, служит опорой для подкосов башни и монтажной стойки. При транспортировке, для уменьшения габаритов крана, оголовок башни крана поворачивается вбок — для этого конструкцией предусмотрен шарнир.

### Поворотная часть
Ходовая рама — квадратная, коробчатого сечения. Выполнена сварной. Сверху приварено кольцо, которое связывает опорно-поворотное устройство и раму. Снизу рама опирается на ходовые балансирные тележки (грузоподъёмность каждой 40 т•с) посредством поворотных флюгеров, которые располагаются по углам рамы. Тележка представляет собой балансирную сварную раму, несущую два колеса. Две из четырёх тележек (с одной стороны) являются ведущими.
Соединение флюгера с ходовой тележкой — шарнирное, при помощи вертикального шкворня. Крепление флюгеров осуществляется с помощью цапф. В рабочем положении флюгеры расположены диагонально. Для закрепления флюгеров в проушинах имеются отверстия, в которые вставляются пальцы-фиксаторы. Последние также вставляются в имеющиеся отверстия на ходовой раме. А в транспортном положении, для уменьшения габаритов, пальцы вынимаются и флюгеры сводятся (и крепятся) к раме.
На поворотной платформе КБ-100 установлены: грузовая (марка Л-500) и стреловая (марка Л-450-2) лебёдки, шкафы с электрическим оборудованием, механизм поворота крана (марка З-П-П), плиты балласта и крепления — для подкосов и для башни. Последняя устанавливается в передней части платформы, а при монтаже крана она закрепляется (на высоте 3,4 м) двумя подкосами, которые удерживают её затем в вертикальном положении. Все ветви полиспаста при подъёме башни становятся рабочими. Конструкция платформы состоит из швеллерных продольных балок (4 штуки) и опирается на ходовую раму с поворотными флюгерами при помощи опорно-поворотного устройства (шарикового типа, в два ряда), являющегося основным поворотным механизмом крана. Поворотная платформа выполнена в виде сварной прямоугольной конструкции, с приваренными снизу сегментами кольца для крепления поворотного круга.
Поворотная платформа крана КБ-100.2 выглядит следующим образом. Проушины для опорного шарнира башни расположены сверху, в торцевой части. Плиты балласта располагаются на поперечных балках, в задней её части. Справа размещён электрический шкаф. Платформа имеет двуногую стойку, состоящую из раскосов и стоек, приваренных к продольным балкам. Рабочий подкос, предназначенный для установки башни в вертикальном положении, прикрепляется шарнирно к двуногой стойке (сверху).
Круг КБ-100 и КБ-100.0 выполнен ненормализованным и имеет наружное зацепление (в первых кранах — с передачей Новикова, а в кранах последних выпусков — применяется эвольвентное).

### Рабочая стрела
Стрела крана — из уголков, так же, как и башня. Выполнена решётчатой, секционной, складной. Включает четыре секции: головную, промежуточные (2 шт.) и корневую. Крепление головной секции стрелы — шарнирное, а корневой и промежуточных — фланцевое. При разборке крана головная секция складывается — относительного этого шарнира. У промежуточных секций поперечное сечение составляет 750 мм•900 мм.

## Эксплуатация: монтаж-демонтаж, перевозка
При сборке крана габариты монтажной площадки составляют: 30 м • 15 м. Монтаж и демонтаж крана осуществляется посредством автомобильного крана грузоподъёмностью 7 тонн и собственных механизмов.
Перевозка крана производится на специальных подкатных тележках — с помощью автомобиля-тягача МАЗ-200 или ЯАЗ-210Г, а также ЯАЗ-219. При этом опорный стакан башни крана устанавливают на шаровой шкворень сцепного устройства, а все приспособления устанавливают на раму автомобиля и крепят хомутами. Захваты, удерживающие шкворень, в замкнутом положении должны быть заперты специальным запорным кулаком с пружиной.

## Происшествия с КБ-100
- 6 февраля 2012 года на строительной площадке жилого здания в Вологодской области произошёл несчастный случай со смертельным исходом. Машинист, взбиравшаяся в кабину, сорвалась с высоты 4,5 метра и при падении на нижнюю площадку получила смертельную травму[12]. Как оказалось, крановщица не была проинструктирована. Кроме того, она находилась в нетрезвом состоянии — в её крови был обнаружен спирт концентрацией 0,67 промилле. Помимо этого, выяснилось, что крановщица не имела специальной обуви, а сам кран был пущен в нарушение требований — срок его эксплуатации истёк ещё в сентябре 2010 года. Сотрудники строительной компании (директор, прораб и главный инженер), возводившей объект, были привлечены к административной ответственности[13].